# Austenland
'Austenland' es una película estadounidense, que se estrenó en Estados Unidos por primera vez en el Sundance Film Festival, el 18 de enero de 2013. Está protagonizada por
Jennifer Coolidge, JJ Feild y Keri Russell.

## Sinopsis
Austenland es una comedia romántica sobre la treintañera Jane Hayes (Keri Russell), una mujer aparentemente normal con un secreto: su obsesión con todo lo relacionado con Jane Austen. Decide gastar sus ahorros en un viaje a un resort inglés que atiende a las mujeres "locas por Austen". A partir de allí, su fantasía de conocer al caballero perfecto se vuelve más real de lo que ella jamás pudo haber imaginado.

## Reparto
1. Keri Russell como Jane Hayes (Jane Erstwhile).
2. JJ Feild como Henry Nobley.
3. Jennifer Coolidge como Eliza (Elizabeth Charming).
4. Bret McKenzie como Martin.
5. Georgia King como Lady Amelia Heartwright.
6. James Callis como el coronel Andrews.
7. Jane Seymour como la sra. Wattlesbrook.
8. Ricky Whittle como el capitán George East.
9. Demetri Goritsas como Jimmy.